# Sébastien Singer
Sébastien Singer (* 1974 in Winterthur) ist ein Schweizer Cellist.

## Leben und Wirken
Singer studierte bis 1994 am Conservatoire de Musique de Neuchâtel bei François Hotz und anschließend an der Zürcher Hochschule der Künste bei Walter Grimmer, die er 2000 mit dem Solistendiplom abschloss. Danach war er Schüler von Lluís Claret in Barcelona.
Seit 2001 gehört er dem Schweizer Klaviertrio an, mit dem er 2003 den ersten Preis beim Internationalen Kammermusikwettbewerb in Caltanissetta und 2005 den ersten Preis des Internationalen Johannes-Brahms-Wettbewerbs gewann. Martin Wettstein hat ihm Werke gewidmet, und 2007 spielte er mit dem Schweizer Klaviertrio die Uraufführung von Daniel Schnyders Tripelkonzert.
Neben der Arbeit mit den Schweizer Klaviertrio tritt Singer auch mit dem Violinisten Stefan Tönz, dem Gitarristen André Fischer und den Pianisten Marc Pantillon und Jérémie Tesfaye auf.

## Diskographie
- Franz Schubert: Sonate für Arpeggione und Klavier a-moll/George Crumb: Sonate für Cello solo/Edvard Grieg: Sonate op.36 in a-moll für Cello und Klavier mit Jérémie Tesfaye, 2001
- Wolfgang Amadeus Mozart: Klaviertrio KV 564 in G-Dur/Antonín Dvořák: Klaviertrio op.65 in f-moll mit dem Schweizer Klaviertrio, 2002
- Antonín Dvořák: Cellokonzert op.104 in h-moll/Symphonie Nr.9 op.45 in e-moll "Aus der Neuen Welt" mit dem Orchestre Symphonique et Universitaire de Lausanne unter Hervé Klopfenstein, Live-Aufnahme, 2003
- Hans Huber: 12 Walzer op.27 für Violine, Cello und Klavier zu vier Händen/2 Romanzen für Cello und Klavier/12 Walzer op.54 für Violine, Cello und Klavier zu vier Händen mit Louis Pantillon, Dominique Derron, Pius Urech, 2004
- Paul Juon: Litaniae op.70 in cis-moll für Violine, Cello und Klavier/Frank Martin: Trio sur des Mélodies Populaires Irlandaises/ Daniel Schnyder: Trio 1999/2000 mit dem Schweizer Klaviertrio, 2004
- Martin Wettstein: Mystical Dances/Daniel Schnyder: Trio 1999/2000/Antonin Dvorak: Klaviertrio op.65 in f-moll mit dem Schweizer Klaviertrio, Liveaufnahme, 2005
- Ludwig van Beethoven, Sämtliche Sonaten für Cello und Klavier (Marc Pantillon, Klavier) Claves 2009
- Grammont Selection 3, Créations de l'année 2009 en Suisse (Francesco Hoch, Trio Ischia) (Grammont 2010)
- Schweizer Klaviertrio / Felix Mendelssohn, The Piano Trios op.49 et op.66 (Audite 2011)
- Schweizer Klaviertrio / Robert Schumann / Piano Trios op.63 & op.80 (Audite 2011)
- Schweizer Klaviertrio / Piotr Illitsch Tschaikowsky / Piano Trio op.50 (Audite 2012)